# 韓資道
韓資道（1039年—1069年），汉族，幽州安次縣人，辽国政治人物。韩延徽的六世孙。
韓資道年轻时好学读书，清宁初年，恩荫授为银青光禄大夫，检校国子祭酒，行右卫率府副率，转任奉宣閤門祗候，加礼宾副使。转任供军副使二年，功绩卓著。升为六宅副使、检校工部尚书、宣省市买都监。转任西头供奉官。咸雍五年（1069年）在燕京私第去世，年三十一岁。葬在宛平县鲁郭里祖坟。

## 家族
- 玄祖：韩延徽
- 高祖：韩德璘
- 曾祖：韩倬，历任彰国军、辽兴军节度使，赠中书令
- 祖父：韩绍文，官至守太子太师、同中书门下平章事、鲁国公
- 父亲：韩造，官至诸宫制置使、检校太尉
- 母亲：张氏，守司徒兼中书令张克恭之女
- 子：韩迎恩奴